# Naturidentisk
Med ordet naturidentisk menes oftest at et produkt indeholder kunstigt - ofte et laboratorie-fremstillet stof eller blanding af stoffer. Oftest er der tale om aroma stoffer, men mange naturidentiske stoffer kan i dag fremstilles i laboratorier.
Stofferne har samme kemiske opbygning som de i naturen forekommende stoffer hvorfor kroppen reagerer naturligt = på samme måde, som disse. En ofte anvendt anvendt gruppe stoffer er estre da mange af disse er dufte med tilknytning til planteriget.
 Der er for få eller ingen kildehenvisninger i denne artikel, hvilket er et problem. Du kan hjælpe ved at angive troværdige kilder til de påstande, som fremføres i artiklen.